# Maud Humphrey

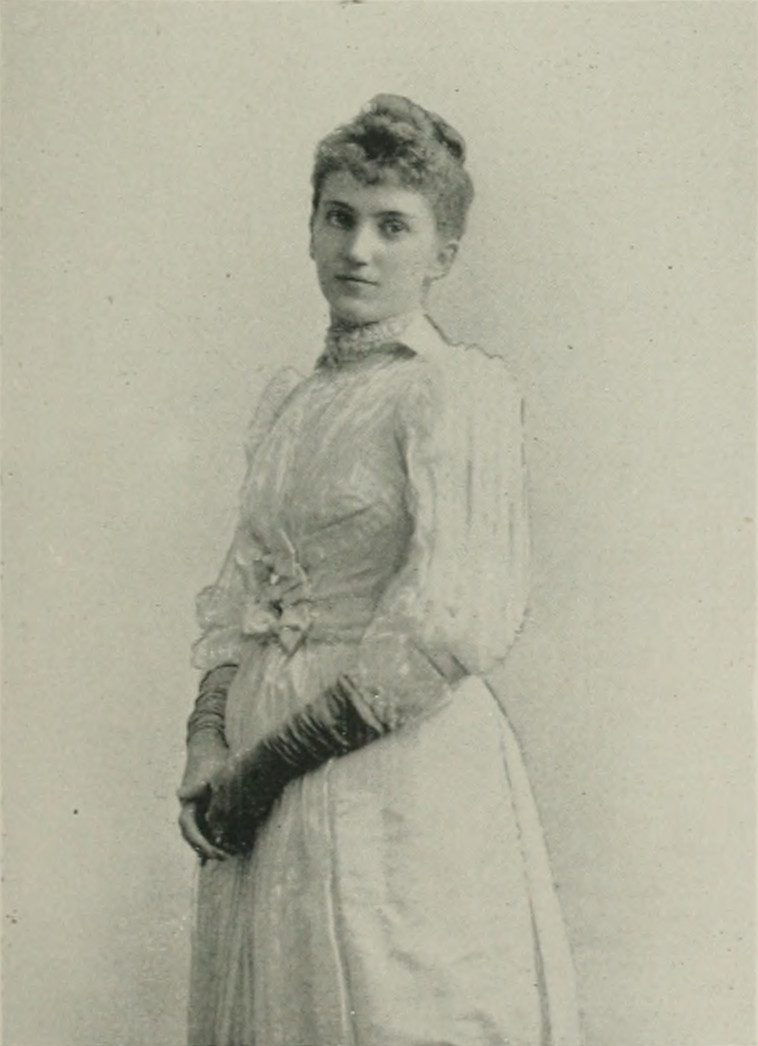
Maud Humphrey (1893 o. 1897)

Maud Cecil Humphrey Bogart (* 30. März 1865 oder 1868 in Rochester, New York; † 22. November 1940 in Los Angeles) war eine US-amerikanische Zeichnerin und Illustratorin. Um die Wende vom 19. zum 20. Jahrhundert war sie eine der bestbezahlten und erfolgreichsten Illustratorinnen Amerikas. Eines ihrer bevorzugten Modelle war ihr Sohn, der spätere Schauspieler Humphrey Bogart.

## Biographie

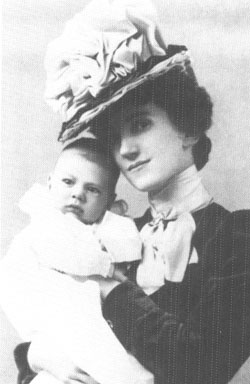
Mit Sohn Humphrey Bogart (1900)

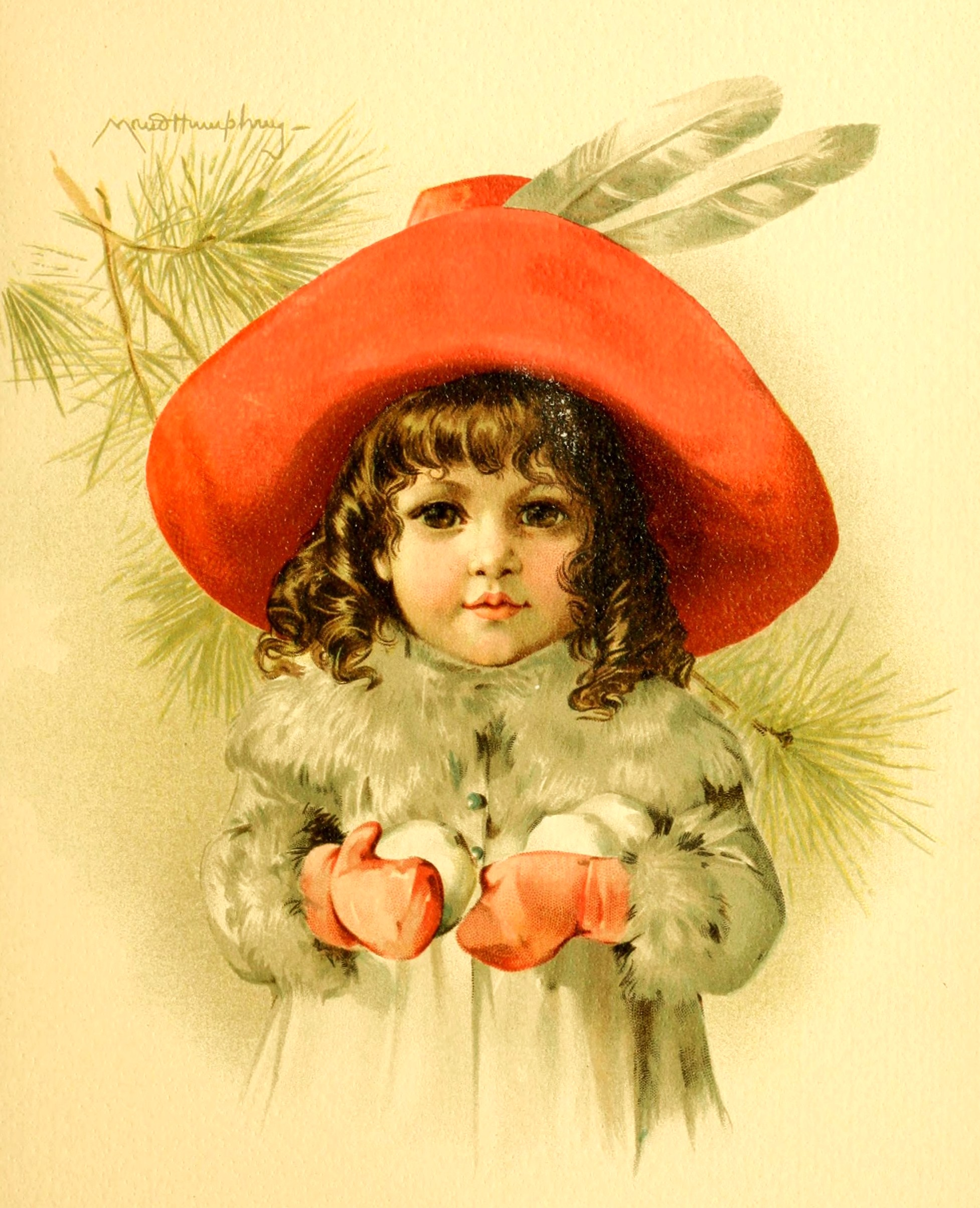
Children of winter, Buchillustration von Humphrey (1888)

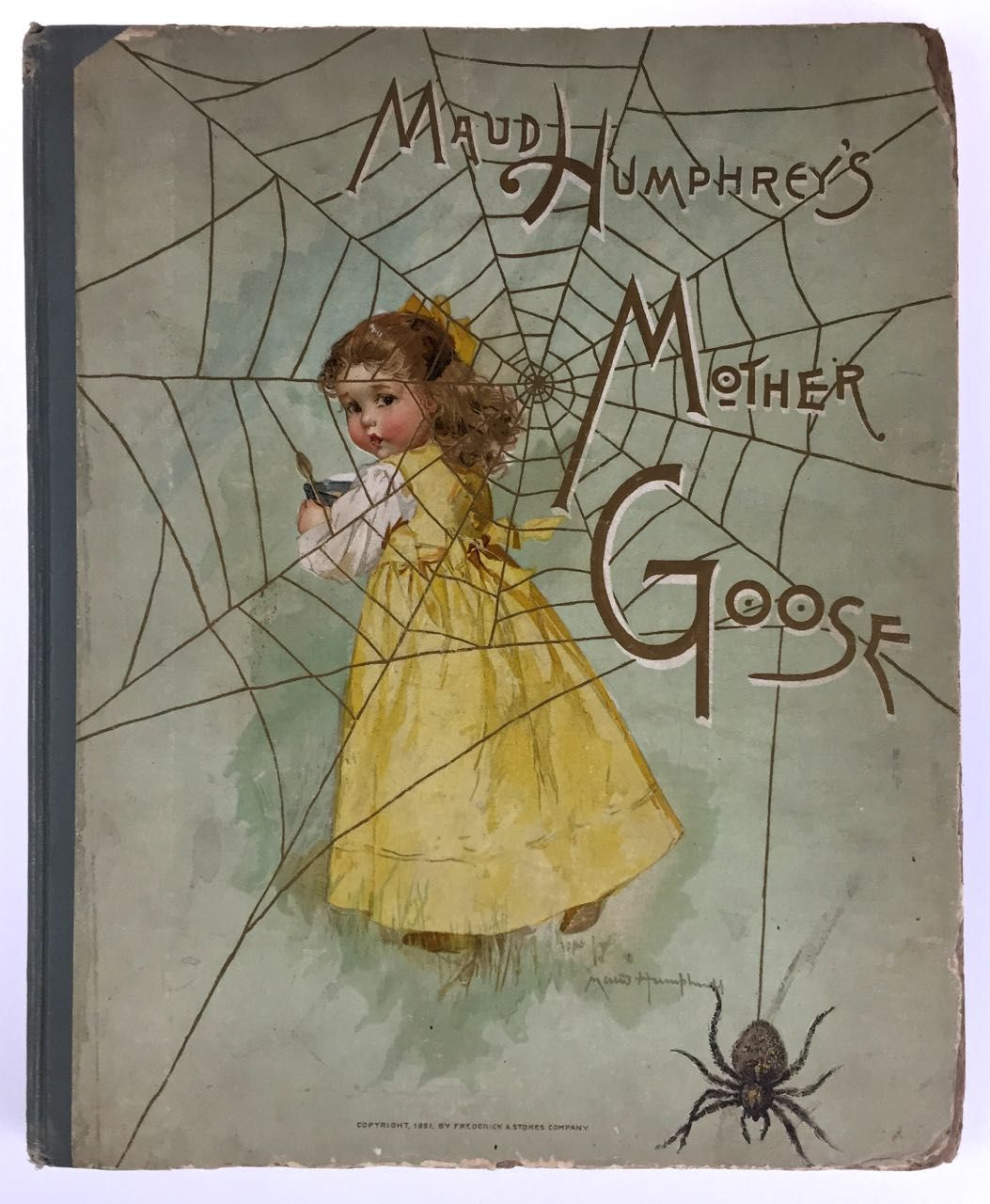
Deckblatt von Mother Goose (1891)

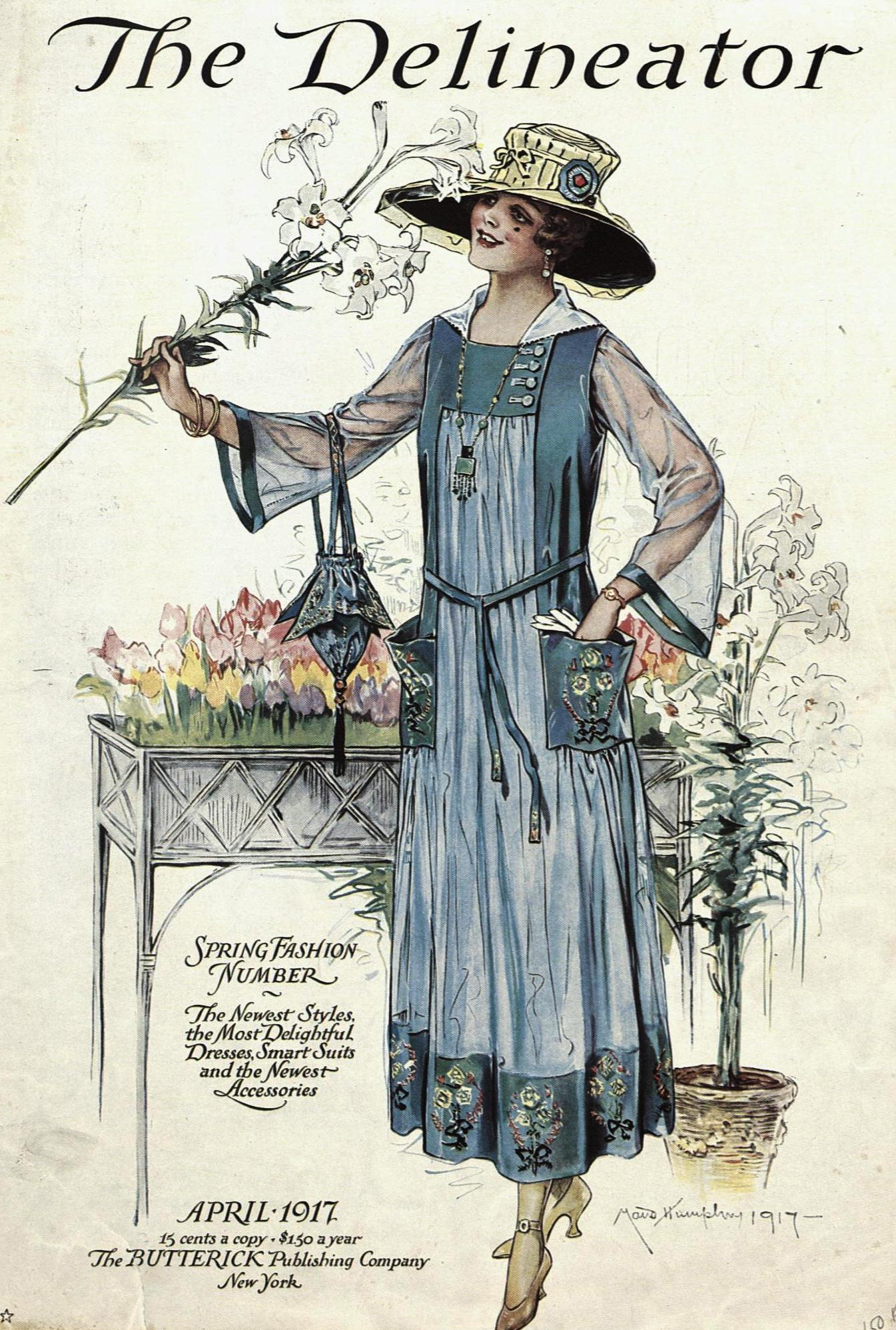
Titelblatt von The Delineator April 1917, gezeichnet von Humphrey

### Künstlerische Ausbildung
Maud Humphrey wurde als ältere von zwei Töchtern von Frances V. Dewey Churchill und des Unternehmers John Perkins Humphrey geboren; eine weitere Schwester starb als Säugling. Die Familie war wohlhabend und gehörte zur gesellschaftlichen Oberschicht der Stadt Rochester. Sie war stolz auf ihre englische Abstammung, unter anderem auf die Verwandtschaft mit der Familie Spencer, was sie zu entfernten Verwandten von Winston Churchill machte. Ab dem Alter von zwölf Jahren erhielt Maud beim örtlichen Pfarrer James H. Dennis, der an der National Academy of Design studiert hatte, Unterricht im Zeichnen, und sie gehörte zu den Mitbegründerinnen des Rochester Art Club. Nach dem Tod ihrer Eltern nahm sie mit 18 Jahren in New York ein Studium an der Art Students League auf. Sie begann, Kinderbücher und Zeitschriften zu illustrieren, und gewann einen Wettbewerb von Louis Prang für die Gestaltung von Weihnachtskarten. Vom New Yorker Verlag Frederick A. Stokes Company erhielt sie einen zweijährigen Vertrag als Illustratorin. 1891 ging sie nach Paris, um an der Académie Julian zu studieren, wo sie an Öl-, Aquarell- und Illustrationskursen teilnahm. Sie wurde von James McNeill Whistler unterrichtet.
Da sie als weibliche Künstlerin in den USA kaum Chancen auf Aufträge für Porträts von Erwachsenen sah, suchte sich Maud Humphrey erfolgreich eine künstlerische Nische: die Malerei von Kindermotiven. Um die Wende vom 19. zum 20. Jahrhundert war sie eine der bestbezahlten und erfolgreichsten Illustratorinnen Amerikas. Sie verdiente in manchen Jahren mehr als 50.000 Dollar und damit mehr als doppelt so viel wie ihr späterer Mann mit seiner Arztpraxis. Sie zeichnete vorrangig niedliche Kinder in einer harmonischen Welt, die allerdings nichts gemeinsam hatte mit dem Leben ihrer eigenen Familie. Die meisten ihrer Werke entstanden mit den Kindern von Freunden, und auch ihr eigener Sohn, der spätere Schauspieler Humphrey Bogart, diente als Modell, so etwa als kleiner rundlicher Engel mit rosigen Wangen, Ringellöckchen und großen Augen in einer Werbung für Babynahrung, „Original Maud Humphrey Baby“ genannt. „Es gab eine Zeit in der amerikanischen Geschichte“, erzählte Bogart in späteren Jahren, „in der man kein [...] Magazin in die Hand nehmen konnte, ohne meinen Kussmund darin zu sehen.“

### Ehe und Familie
1898 heiratete Maud Humphrey den Chirurgen Belmont DeForest Bogart (1867–1934). Bogart war aufgrund einer Erbschaft sehr vermögend, da sein Vater eine erfolgreiche Erfindung gemacht hatte. Einer Heirat soll zunächst im Wege gestanden haben, dass Maud Humphrey, zu diesem Zeitpunkt schon beruflich erfolgreich und finanziell unabhängig, Feministin und Anhängerin der Frauenrechtlerin Susan B. Anthony aus Rochester war, was Bogart abgeschreckt haben soll. Nach einem schweren Unfall Bogarts – eine umgestürzte Kutsche hatte ihn unter sich begraben – soll sich das Paar jedoch wieder angenähert haben. Bogart erlitt zahlreiche Verletzungen und einen Beinbruch, der schlecht verheilte; einmal musste der Knochen erneut gebrochen werden, um neu fixiert zu werden. Es heißt, dass Humphrey und Bogart aus gesellschaftlichen Gründen heirateten, weil Maud Humphrey den kranken Bogart nicht hätte besuchen dürfen, ohne seine Frau oder Verlobte zu sein. Zudem seien beide schon 30 Jahre alt und eine Eheschließung an der Zeit gewesen. Jeffrey Meyers beschreibt den Vater in einer Biographie des Sohnes als „sympathisch“ und „leichtlebig“, im Gegensatz zur „manisch getriebenen“ Mutter.
Die Eheleute bekamen einen Sohn, Humphrey (1899–1957), und zwei Töchter, Frances „Pat“ (1901–1982) und Catherine Elizabeth „Kay“ (1904–1938). Die Familie bewohnte ein vierstöckiges Stadthaus in Manhattan an der damals angesagten Upper West Side und kaufte das Anwesen  Willow Brook mit einem 22 Hektar großen Grundstück im exklusiven Seneca Point am Canandaigua Lake. Kinder und Haushalt wurden hauptsächlich von Dienstboten betreut. In der Nachbarschaft war bekannt, dass die Dienstboten die Bogart-Kinder anschrien und auch schlugen, sich die Eltern aber nicht darum kümmerten. Bogart dazu später: „Meine Mutter war im Grunde eine Frau, die die Arbeit liebte [...]. Sie war nicht fähig, uns Zuneigung zu zeigen.“ Die Kinder waren angehalten, ihre Mutter mit „Maud“ und nicht mit „Mutter“ anzusprechen, während sie sich ansonsten gerne „Lady Maud“ nennen ließ. Beide Eltern tranken viel Alkohol und stritten häufig; Belmont Bogart war zudem seit seinem Unfall im Jahr 1898 von Morphium abhängig und ließ auch seiner Frau großzügig Drogen zukommen.
Humphrey inszenierte für sich ein individuelles Arbeitsumfeld: Ihr Atelier, das sich wie die Praxis ihres Mannes im Wohnhaus der Familie befand, war stets makellos sauber. Sie malte im Stehen und trug frisch gebügelte Künstlerschürzen oder Kittel. Diese waren durchweg grau, mit weißen, violetten oder rosafarbenen Akzenten, inklusive Spitzenschals, Schleifen und Bänder. Dabei trug Humphrey, die 1,77 Meter groß und schlank war, immer hochhackige Schuhe. Sie entschied sich, in ihrem Beruf ihren Geburtsnamen Humphrey zu nutzen. Von 1910 bis 1920 war sie Artdirector des The Delineator, einer Modezeitschrift, die das Frauenwahlrecht befürwortete, ein Anliegen, für das sie sich einsetzte. 1915 verkauften die Bogarts das Haus am Canandaigua Lake und erwarben ein neues Sommeranwesen auf Fire Island, da es näher an den Redaktionsräumen in New York lag.
Obwohl Maud Humphrey unter der Hautkrankheit Erysipel und unter Migräneattacken litt – mutmaßlich durch den Arbeitsdruck, den sie sich selbst machte, sowie den Alkohol- und Drogenmissbrauch ausgelöst –, blieb sie ihr Leben lang äußerst produktiv; so soll sie pro Nacht nur fünf Stunden geschlafen haben. Aus Tagebüchern und familiären Quellen geht hervor, dass sie bis zu zehn Illustrationen pro Woche schuf; insgesamt soll sie in 60 Jahren zwischen 28.000 und 35.000 Werke gezeichnet haben. Einige von ihnen wurde nach Schätzungen millionenfach als Postkarten oder in Kalendern vervielfältigt. Zeichnungen von Maud Humphrey wurden von zahlreichen US-amerikanischen Unternehmen für ihre Werbung genutzt, darunter von Ivory Soap, Mellin’s Food, Elgin Watch Company und Anheuser-Busch. Sie selbst verstand sich vorrangig als Illustratorin und fertigte Zeichnungen für rund 20 Kinderbücher, darunter auch welche ihrer jüngeren Schwester Mabel.

### Letzte Jahre
Mit Beginn der Großen Wirtschaftsdepression ab Ende der 1920er Jahre erhielt Maud Humphrey immer weniger Aufträge, und ihr Mann, der sich von seinem Unfall im Jahr 1898 nie erholt hatte, war gesundheitlich schwer angeschlagen. Die Familie geriet in finanzielle Nöte, und der Familienwohnsitz musste verkauft werden. Als Belmont Bogart 1934 starb, hinterließ er hohe Schulden, verursacht durch seine Morphiumabhängigkeit sowie hohe Arzt- und Krankenhausrechnungen. Mauds Tochter Pat, die manisch-depressiv war, erlitt einen Zusammenbruch, und die Tochter Kay, deren Körper von jahrelangem Alkoholismus geschwächt war, starb 1938 an einem Blinddarmdurchbruch. Sohn Humphrey reagierte mit einer seiner Perioden von Alkoholmissbrauch.
Humphrey Bogart unterstützte seine Mutter bei der Begleichung der Schulden und bewegte sie, nach Los Angeles in seine Nähe zu ziehen. Er brachte sie in einem Appartement mit Platz für ein Atelier am Sunset Boulevard unter, und sie nahm das Zeichnen von Grußkarten wieder auf. Zunächst fühlte sie sich einsam und hatte Heimweh nach New York, fand aber nach einiger Zeit Gefallen daran, mit Berühmtheiten wie Laurence Olivier und F. Scott Fitzgerald zusammenzutreffen und als Mutter eines immer bekannter werdenden Schauspielers („Bogie’s Mother“) auf ihrem täglichen Weg zu Schwab’s Drug Store Beachtung zu finden. Mitunter wanderte sie nachts ziellos umher und wurde von der Polizei zu ihrem Sohn gebracht.
Die krebskranke Maud Humphrey starb am 22. Dezember 1940 im Alter von 72 (75?) Jahren an einer Lungenentzündung. Sie wurde im Großen Mausoleum des Forest Lawn Memorial Parks in Glendale beigesetzt. Auf der Sterbeurkunde ließ ihr Sohn Humphrey Bogart als Berufsbezeichnung „Hausfrau“ vermerken, was auf einen mutmaßlich fortdauernden Groll von Bogart auf seine Mutter zurückgeführt wird. Aus gleichem Grund soll er das vermutlich falsche Geburtsjahr „1865“ auf die Grabplatte haben schreiben lassen, was in der Folge zur Verwirrung führte.
Nur wenige Originalgrafiken von Maud Humphrey sind erhalten. Es war zu ihrer Zeit gängige Praxis, dass diese in den Besitz des Verlages übergingen und nach einiger Zeit entsorgt wurden. Auf der Basis von Humphreys Zeichnungen gab das Unternehmern Hamilton Gifts Ltd von 1988 bis 1994 eine Kollektion von Porzellanfiguren heraus. Ihre Zeichnungen zieren weiterhin Produkte wie Tassen, T-Shirts oder Küchenuhren. Am 30. März 1993, dem vermeintlichen 125. Geburtstag von Maud Humphrey, wurde in ihrem Elternhaus in Rochester der Maud Humphrey Day begangen. Im selben Jahr erschien das Buch Maud Humphrey: her permanent imprint on American illustration; einer der Autoren des Buches war ihr Großneffe Paul Humphrey.